# ریکاردو مونتولیوو
ریکاردو مونتولیوو (به انگلیسی: Riccardo Montolivo) (زاده ۱۸ ژانویه ۱۹۸۵) بازیکن سابق فوتبال اهل کشور ایتالیا است؛ ولی از پدری ایتالیایی و مادری آلمانی متولد شده است.
وی سابقه ۶۶ بازی و ۲ گل ملی برای تیم ملی فوتبال ایتالیا در کارنامه دارد، همچنین پست تخصصی او هافبک است. مونتولیوو در سال ۲۰۱۲ از فیورنتینا به میلان پیوست و با بازی‌های خوب خود به عنوان لیدر خط هافبک تیم میلان شناخته شد. وی در سال ۲۰۱۹ بازنشستگی خود از فوتبال خدافظی کرد.